# لهراسب (مقاطعة فيروزآباد)
لهراسب (بالفارسية: لهراسب) هي منطقة سكنية تقع في فارس في إيران. يقدر عدد سكانها بـ 339 نسمة .